# Ермолаев, Михаил Иванович
Михаил Иванович Ермолаев (4 ноября 1935, Бежица, Западная область) — советский футболист, защитник, тренер. Мастер спорта СССР. В 1958 году попал в список 33 лучших футболистов сезона в СССР. В 1959 году провёл три матча за олимпийскую сборную СССР.

## Карьера игрока

### Ранние годы
Ермолаев родился 4 ноября 1935 года в Бежице, Брянская область. В детстве всё свободное время проводил на площадке в районном парке, где соревновались между собой уличные команды. Михаил был одним из организаторов таких встреч. В то время довольно сильная команда была при клубе «Строитель», Михаила назначили её капитаном. Затем его пригласили на место правого защитника в бежицкий «Дзержинец». В составе нового клуба Ермолаев становился чемпионом области, успешно играл в первенстве РСФСР. К моменту службы в армии он уже имел достаточно хорошие навыки. Его сразу зачислили в сильную воинскую команду, воронежские «Крылья Советов». На одном из матчей в Воронеже присутствовали селекционеры ЦСКА. Ермолаева приметил Всеволод Бобров, и по приказу военного руководства он оказался в Москве.

### ЦСКА
Сперва Ермолаев закрепился во втором составе футбольной команды «армейцев», но целенаправленно работал над улучшением формы. Вскоре ему доверили и позицию центрального защитника, и капитанскую повязку — сначала в ЦСКА, а затем и в олимпийской сборной СССР. Во время подготовки к очередному сезону ЦСКА предстояло провести товарищескую встречу с горьковским «Торпедо». Матч для «армейцев» был нетрудным, команда владела явным преимуществом и вела в счёте — 3:1. Но в одной из атак Ермолаев в прыжке за мячом столкнулся с соперником. Уже в воздухе он почувствовал удар локтем в правую поясничную область, за двадцать минут до финального свистка его унесли с поля на носилках.
Есть разные версии спасения футболиста. В одном российском журнале сообщалось, что защитника армейцев самолётом отправили в Москву. Но Олег Белаковский, тогдашний врач команды, писал, что Ермолаева госпитализировали в горьковскую больницу с разрывом почки. После операции хирург заявил представителям команды, что минутное промедление могло бы унести жизнь игрока. Ермолаев должен был закончить футбольную карьеру, но уговаривал врача команды помочь ему вернуться на поле. В данной ситуации необходимо было спроектировать защитную конструкцию, полностью исключавшую возможность повреждения оставшейся почки даже при самых сильных ударах. Михаил многократно примерял сконструированный Белаковским корсет. На следующий день он впервые после травмы вышел на поле.
Если бы можно было без обеих почек жить, все равно играл бы!М. Ермолаев

## Карьера тренера
Всё-таки Ермолаев был вынужден закончить выступления за ЦСКА. После окончания высшей школы тренеров он был помощником тренера ЦСКА, а затем возглавил севастопольский СКЧФ.
В 1972 году он возглавил одесский СКА, который тогда базировался в Тирасполе и выступал под названием «Звезда». Как тренер Ермолаев был человеком малообщительным, не выделял среди своих футболистов любимцев, отношения с игроками и коллегами были не очень хорошими. В начале 1976 года клуб вернулся в Одессу и восстановил старое название. В одесском клубе он продолжал работать в качестве главного тренера. Однако, когда в чемпионате у одесского СКА дела пошли плохо, в июне 1976 года его сменил Владимир Шемелёв. Затем Ермолаев работал в качестве заместителя директора отдела спорта в Северной группе войск.